# Aéroport de Kachgar
Pour les articles homonymes, voir KHG.
L'aéroport de Kachgar (chinois simplifié : 喀什机场 ; chinois traditionnel : 喀什機場 ; pinyin : Kāshí Jīchǎng, Ouïghour قەشقەر ئايىرپورت) (code IATA : KHG • code OACI : ZWSH), ou aéroport de Kashi, est un aéroport desservant la ville de Kachgar (Kashi en chinois), une ville de la région autonome de Xinjiang en Chine.

## Compagnies aériennes et destinations
| Compagnies               | Destinations                                                                   |
| ------------------------ | ------------------------------------------------------------------------------ |
| Air China                | Pékin-Capitale, Chengdu-Shuangliu, Ürümqi-Diwopu                               |
| Air Manas                | Bichkek Manas                                                                  |
| Beijing Capital Airlines | Ürümqi-Diwopu                                                                  |
| China Eastern Airlines   | Ngari Gunsa, Shanghai-Hongqiao, Wenzhou-Longwan, Ürümqi-Diwopu, Xi'an-Xianyang |
| China Southern Airlines  | Aksou (en), Altay, Canton-Baiyun, Shanghai-Hongqiao, Ürümqi-Diwopu             |
| Hainan Airlines          | Shenzhen-Bao'an, Ürümqi-Diwopu                                                 |
| Shandong Airlines        | Jinan, Ürümqi-Diwopu                                                           |
| Shenzhen Airlines        | Nankin, Yuncheng                                                               |
| Sichuan Airlines         | Chengdu-Shuangliu, Ürümqi-Diwopu                                               |
| Tianjin Airlines         | Tianjin Binhai, Ürümqi-Diwopu                                                  |
| Urumqi Air               | Ürümqi-Diwopu                                                                  |

Édité le 14/04/2018